# Stanisław Rafajłowicz
Stanisław Rafajłowicz (lit. Stanislovas Svetkus Rapolionis, łac. Stanislaus Rapagel(l)anus, Stanislaus Lituanus; ur. około 1485 lub 1500 w Hornostaiszkach koło Ejszyszek, zm. 13 maja 1545 w Królewcu) – luteranin i reformator protestancki z Wielkiego Księstwa Litewskiego.
Pod patronatem księcia pruskiego Albrechta Hohenzollerna uzyskał licencjat a następnie doktorat z teologii na protestanckim Uniwersytecie w Wittenberdze, gdzie studiował pod kierunkiem Marcina Lutra i Filipa Melanchtona. Po ukończeniu studiów został pierwszym profesorem teologii na nowo utworzonym Uniwersytecie Albrechta w Królewcu, znanym również jako Albertyna. Jako profesor rozpoczął pracę nad kilkoma publikacjami i tłumaczeniami, między innymi tłumaczeniem Biblii na język polski. Uważa się, że rozpoczął także pierwsze tłumaczenie Biblii na język litewski. Wraz z Abrahamem Kulwieciem Rafajłowicz był jednym z pierwszych autorów piszących w języku litewskim. Mimo że Rafajłowicz i Kulwieć zmarli dość wcześnie pozostawiając po sobie niedokończone prace, położyli oni podwaliny pod rozwój przyszłej literatury litewskiej.

## Początki i studia w Krakowie
Niewiele wiadomo o życiu Rafajłowicza przed rozpoczęciem przez niego studiów na Uniwersytecie Marcina Lutra w Halle i Wittenberdze w 1542 roku. Wynika to z faktu że większość jego wczesnych biografii jest jedynie przypuszczeniem. Był potomkiem litewskiej rodziny szlacheckiej zamieszkującej wieś Hornostaiszki w okolicach Ejszyszek, która prawdopodobnie używała herbu Działosza (zdjęcie podobnego herbu zostało dodane obok jego nazwiska w rejestrze na Uniwersytecie w Królewcu). Jego data urodzenia jest nieznana. W 1726 r. Michael Lilienthal napisał, że Rafajłowicz zmarł w wieku 60 lat, co oznaczałoby iż urodził się około 1485 roku. Jednak nowsze publikacje zwykle podają rok 1500 jako faktyczną datę narodzin.
Wszyscy ówcześni biografowie którzy podjęli się napisania życiorysu Rafajłowicza stwierdzili, że przed jego nawróceniem na luteranizm (prawdopodobnie około 1525 roku) należał on do Zakonu Franciszkanów w Wilnie. Był wykształconym człowiekiem i zarabiał na życie jako prywatny nauczyciel miejscowej szlachty. Uważa się, że Rafajłowcz uzyskał wsparcie od Jonasa Stanislovasa Bilevičiusa, żmudzkiego szlachcica i przygotował grupę studentów na studia na Uniwersytecie Jagiellońskim (ówcześnie pod nazwą Akademia Krakowska), jedynej istniejącej wówczas uczelni wyższej w regionie. On i jego pięciu studentów zapisali się na uniwersytet 3 sierpnia 1528 roku. Jest prawdopodobne, że Abraham Kulwieć również należał do tej grupy. Rafajłowicz przedstawiał się jako Stanislovas, syn Jurgisa z Rosieni w diecezji żmudzkiej (Stanislaus Georgy de Rozeny dioecesis Smodiensis) być może dlatego, aby ukryć swoją prawdziwą tożsamość gdyż on jako były mnich chciał dostać się do katolickiego uniwersytetu. Studia ukończył w 1532 lub 1533 roku, zostając bakałarzem.
Do dzisiaj nie zachowały się żadne źródła potwierdzające informacje o działalności Rafajłowicza w okresie  od 1532 do 1542 roku. Prawdopodobnie był wychowawcą szlachty lub uczył w szkole wyższej założonej przez Abrahama Kulwiecia w Wilnie. Król polski i wielki książę litewski Zygmunt I Stary nie popierał reformacji, a w maju 1542 r. wydał edykt o herezji skierowany przeciwko Kulwieciowi i innym protestantom, którzy mogli być teraz sądzeni przez biskupa. Wielu działaczy protestanckich opuściło zatem Wielkie Księstwo Litewskie i osiedliło się w luterańskich Prusach Książęcych.

## Studia w Wittenberdze
Rafajłowicz otrzymał wsparcie finansowe od księcia Albrechta i zapisał się na Uniwersytet w Wittenberdze 22 marca 1542 roku. Zachowane ogłoszenie z tamtych czasów sugeruje, że Rafajłowicz oferował prywatne lekcje języka hebrajskiego. Doktorat z teologii uzyskał po publicznej obronie swoich 28 tez w dniu 23 maja 1544 roku. Obronie tej przewodniczył Marcin Luter (w ostatniej dekadzie życia przewodniczył on 13 obronom), prawdopodobnie Filip Melanchton był jego promotorem. Teza Rafajłowicza Die poenitentia (O skrusze, dobrych uczynkach i ich wpływie na wyrok) została zainspirowana wykładem religijnym wygłoszonym w 1541 na konferencji w Ratyzbonie. Protokół obrony, rozpowszechniany później w licznych ośrodkach luterańskich napisał Johann Stoltz (jego kopię zachowała Biblioteka Akademicka Uniwersytetu Łotewskiego). 29 maja Rafajłowicz otrzymał insygnia doktora teologii (czapkę, pierścień i Biblię) a Kaspar Cruciger Starszy wygłosił przemówienie De dono interpretis in ecclesia, które podkreślało znaczenie prawidłowego wyjaśnienia słowa Bożego świeckim ludziom. Ceremonia zakończyła się uroczystą publiczną procesją przez miasto i wielką ucztą.

## Pobyt w Królewcu
Niedługo później Rafajłowicz wyjechał do Królewca gdzie brał udział w tworzeniu Collegium Albertinum, późniejszego Uniwersytetu w Królewcu. Został pierwszym kierownikiem Wydziału Teologicznego tej uczelni. Jego roczna pensja wynosiła 200 guldenów, co było najwyższą wówczas oferowaną pensją i odzwierciedlało wagę jego pozycji. Uczył teologii, języka hebrajskiego, był również psalmistą. Rafajłowicz, choć niski i ze skrzywieniem kręgosłupa, stał się znany ze swoich zdolności retorycznych, a jego wykłady stały się popularne, brali w nich udział wybitni członkowie pruskiego establishmentu, w tym książę Albrecht.
Rafajłowicz był aktywny zawodowo krócej niż rok. Napisał i opublikował 42 tezę łacińską De ecclesia et eius notis na temat niektórych podstawowych cech luteranizmu. Korzystając z argumentów biblijnych wyjaśnił, dlaczego kościół reformatów był przeciwny kultowi świętych, celibatowi kapłanów, radom ewangelicznym, Sakramentowi Pokuty, rozgrzeszaniu z grzechów śmiertelnych i innym kwestiom. Oryginalne wydanie, opublikowane przez Jana Weinreicha, nie zachowało się, ale tekst został ponownie opublikowany przez Hieronymusa Mencla w 1558 i 1562.
Rafajłowcz był również aktywny w tłumaczeniach. Ocenił katechizm przetłumaczony przez Jana Seklucjana na język polski i zatwierdził go do użycia w diecezji pomezańskiej pomimo pewnej krytyki i oporu ze strony duchowieństwa. Pracował nad tłumaczeniem Biblii na język polski. Z zachowanych do dziś listów wynika, że Rafajłowicz korespondował z Bernardem Wojewódką, drukarzem z Krakowa, o założeniu sklepu w Królewcu w celu drukowania polskiej Biblii. Rafajłowicz przetłumaczył co najmniej jeden hymn na litewski. Wszystko wskazuje na to, że była to pieśń Patris sapientia, veritas divina, która ma dziesięć zwrotek. Hymn został opublikowany jako Giesme ape kenteghima Jhesaus Christaus amszinoija Diewa sunaus w 1570 roku w kancjonale Martynasa Mažvydasa. Jest to jedyny zachowany tekst Rafajłowicza w języku litewskim.  Naukowcy uważają, że Rafajłowicz zaczął tłumaczyć również Biblię na język litewski chociaż nie ma na to bezpośrednich dowodów.
W listopadzie 1544 Rafajłowicz ożenił się z Catherine, córką Basiliusa Axta, osobistego lekarza księcia Prus. Koszty związane ze ślubem pokrył sam książę. W maju 1545 Rafajłowicz nagle doznał udaru mózgu i paraliżu. Zmarł kilka dni później, 13 maja. Książę Albrecht winą za przedwczesną śmierć Rafajłowicza obarczył liczne nieporozumienia i intrygi na uniwersytecie. Osobiście uczestniczył później w dużej ceremonii pogrzebowej i rozkazał pochować go w Katedrze Matki Bożej i św. Wojciecha w Królewcu. Mowę pogrzebową wygłosił Johann Briesmann. Utwór pochwalny na jego cześć został napisany przez Bernardusa Holtorpiusa. Napis na nagrobku Rafajłowicza głosił: „Tu leży wielki człowiek, duma narodu litewskiego”. Jego grób nie zachował się.